# Stávropolskaya
Stávropolskaya (del ruso: Ставропольская) es una stanitsa del raión de Séverskaya del krai de Krasnodar, en Rusia. Está situada en el borde septentrional del Cáucaso, en la desembocadura del río Bezeps en el Shebsh,  afluente del Afips, de la cuenca del Kubán, 19 km al sureste de Séverskaya y 40 km al suroeste de Krasnodar.
Pertenece al municipio Grigoriévskoye.

## Historia
El pueblo fue fundado en 1864. Formaba parte del otdel de Ekaterinodar del óblast de Kubán. Lleva el nombre del 74.º Regimiento de Infantería de Stavropol, que anteriormente estuvo estacionado en el lugar de su posterior establecimiento.[